# Point antipodal
Pour les articles homonymes, voir Antipode.
Sur la surface d'une sphère, deux points antipodaux sont deux points diamétralement opposés. Un point antipodal est souvent appelé un antipode.

## Étymologie
Le terme « antipode » provient du pluriel « antipodes » qui désignait traditionnellement en Europe les régions situées de l'autre côté de la Terre, comme l'Océanie (désignées comme « les Antipodes » ou situées « aux Antipodes »).
« Antipodes » vient d'une expression grecque signifiant littéralement « pieds opposés » (les personnes y habitant étant censées marcher « à l'envers », puisque de l'autre côté du globe). « Antipode » est un abus de langage, le singulier d'« antipodes » étant en grec « antipous ».
Dans l'Antiquité, le peuplement des antipodes avait été mis en doute par Augustin d'Hippone (voir figure de la Terre au Moyen Âge).

## Sur la Terre

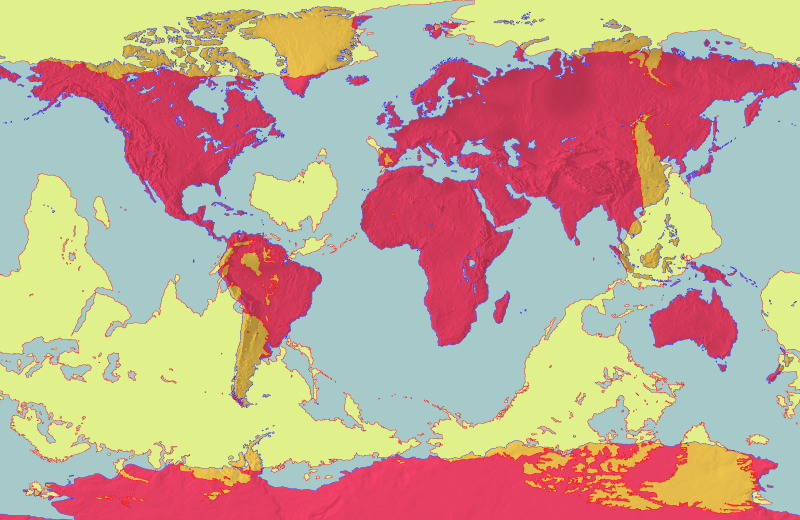
À cette carte du monde traditionnellement orientée (en rouge) est superposée une carte antipodale (en jaune) afin de faire ressortir les antipodes de chaque point du globe.

Sur Terre, seulement 4 % de la surface du globe possède des points antipodaux situés tous les deux sur des terres émergées (soit donc 14 % de celles-ci). Dans 46 % des cas, les deux points antipodaux sont situés tous les deux sur des océans. Les 50 % restants sont mixtes.
Il existe un archipel des îles Antipodes, situé au sud de la Nouvelle-Zélande, ainsi nommées car elles se situent dans la région antipodale de la Grande-Bretagne (en fait plus précisément aux antipodes de Gatteville-le-Phare près de Cherbourg-en-Cotentin, en France).
En ce qui concerne la France, deux autres communes de métropole[réf. souhaitée] ont une terre émergée à leur antipode, deux îles proches de la Nouvelle-Zélande :
- Alzon, commune française située dans le département du Gard et la région Languedoc-Roussillon, est à l'antipode de Waitangi, le principal village de l'île Chatham au large de la Nouvelle-Zélande ;
- Bouillé-Ménard, commune française située dans le Haut-Anjou du département de Maine-et-Loire, est aux antipodes de l'archipel principal des îles Bounty appartenant à la Nouvelle-Zélande.

L'antipode de La Mecque se situe près de Tematangi, au centre des cinq atolls qui forment la commune de Tureia, en Polynésie française, situé à 19 845 kilomètres de distance.
Voici une liste de grandes villes ou capitales ayant une autre grande ville ou capitale comme antipode et de la distance à parcourir pour voyager de l'une à l'autre :
- Tanger (Maroc) et Whangarei (Nouvelle-Zélande) : 19 999 km ;
- Salamanque (Espagne) et Wellington (Nouvelle-Zélande) : 19 963 km ;
- Abuja (Nigéria) et Atafu (Tokelau) : 19 957 km ;
- Hamilton (Bermudes) et Perth (Australie) : 19 946 km ;
- Christchurch (Nouvelle-Zélande) et La Corogne (Espagne) : 19 943 km ;
- Asuncion (Paraguay) et Taipei (Taïwan) : 19 942 km ;
- Tamanrasset (Algérie) et Nuku'alofa (Tonga) : 19 930 km ;
- Séville (Espagne) et Auckland (Nouvelle-Zélande) : 19 926 km ;
- Santiago (Chili) et Xi'an (Chine) : 19 924 km ;
- Carthagène (Colombie) et Flying Fish Cove (île Christmas - Australie) : 19 887 km ;
- Lima (Pérou) et Phnom Penh (Cambodge) : 19 871 km ;
- Doha (Qatar) et Adamstown (Ile Pitcairn) : 19 851 km ;
- Niamey (Niger) et Mata-Utu (Wallis et Futuna) : 19 828 km ;
- Bogota (Colombie) et Jakarta (Indonésie) : 19 820 km ;
- Tombouctou (Mali) et Suva (Îles Fidji) : 19 802 km ;
- Khartoum (Soudan) et Papeete (Polynésie Française) : 19 729 km ;
- Quito (Equateur) et Singapour : 19 715 km ;
- Lima (Pérou) et Bangkok (Thaïlande) : 19 702 km ;
- Punta Arenas (Chili) et Irkoutsk (Russie) : 19 686 km ;
- Accra (Ghana) et Funafuti (Tuvalu) : 19 684 km ;
- Buenos Aires (Argentine) et Shanghai (Chine) : 19 630 km ;
- Séoul (Corée du Sud) et Montevideo (Uruguay) : 19 606 km ;
- Nouakchott (Mauritanie) et Port-Vila (Vanuatu) 19 578 km ;
- Sydney (Australie) et Ponta Delgada (Açores) : 19 499 km ;
- Honolulu (Hawaï) et Gaborone (Botswana) : 19 480 km.

Les antipodes sont utilisés en cartographie pour trouver le chemin le plus court entre deux villes. Il faut tracer, sur un globe terrestre, un cercle longeant sa surface et passant par les deux villes à relier ainsi que leurs antipodes. Le chemin le plus court est alors l'arc de cercle qui relie les deux villes sans passer par les antipodes.

## En mathématiques
Dans le domaine de la topologie, le concept peut être étendu sur une sphère de dimension quelconque {\displaystyle S^{n}} : deux points sur sa surface sont dits antipodaux s'ils sont symétriques par rapport au centre.
Le théorème de Borsuk-Ulam est un résultat de topologie algébrique relatif aux points antipodaux. Il affirme que toute application continue de {\displaystyle S^{n}} vers {\displaystyle \mathbb {R} ^{n}} envoie nécessairement au moins une paire de points antipodaux de {\displaystyle S^{n}} vers le même point de {\displaystyle \mathbb {R} ^{n}}.
 Une interprétation classique de ce résultat est le fait qu'il y a toujours au moins un point à la surface de la Terre où la température et la pression de l'air sont identiques à celles de l'antipode.
L'application antipodale {\displaystyle A:S^{n}\rightarrow S^{n}} définie par {\displaystyle A(x)=-x} envoie tout point de la sphère vers son point antipodal. Elle est homotope à l'application identité si et seulement si {\displaystyle n} est impair.

## Filmographie
Le principe des points antipodaux est repris dans un documentaire de 2011 de Viktor Kossakovski, ¡Vivan las Antipodas!, qui met en relation quatre paires de lieux diamétralement opposés sur le globe terrestre : Entre Ríos (Argentine)/Shanghai (Chine), Russie/Chili, Botswana/Hawaï, Espagne/Nouvelle-Zélande.